# 埃莉·雷耶
埃莉·雷耶（英語：Ellie Rayer，1996年11月22日—），生于梅登黑德，英国女子曲棍球运动员，2018年英联邦运动会女子铜牌得主、2020年夏季奥林匹克运动会女子铜牌得主。